# Sola scriptura
Sola scriptura is een Latijnse uitdrukking die betekent: "alleen door de Schrift (de Bijbel)". Het is een van de Vijf sola's die een samenvattend uitgangspunt vormen van het protestantisme tijdens de Reformatie, maar ook heden ten dage nog steeds de belangrijkste uitgangspunten vormen voor het protestantisme.

## Belang in de Reformatie
De Rooms-Katholieke Kerk heeft naast de Bijbel als het "Geschreven Woord van God" nog de kerkelijke overlevering, de traditie, als gezaghebbende instantie voor leer en leven. Dit wordt ook wel het Magisterium genoemd en betekent in grote lijnen dat de Bijbel alleen goed geïnterpreteerd kan worden door de paus en de bisschoppen tijdens kerkelijk overleg. 
Deze doctrine wordt ook wel als de formele oorzaak van de Reformatie beschouwd, omdat het de onderliggende reden was voor de onenigheid over sola fide. De reformatoren benadrukten namelijk het gezag en de autoriteit van de Bijbel. Volgens de reformanten was alleen de Bijbel het "Woord van God" en toegankelijk voor iedereen. Tijdens de Reformatie zei Luther dat hij zijn stellingen niet zou herroepen
als ik niet door getuigenissen van de Schrift en heldere verstandelijke redenen overtuigd wordt; want noch tegen de paus noch tegen de concilies alleen geloof ik, dat het vaststaat, dat ze vaak gedwaald en zichzelf tegengesproken hebben, daarom ben ik door de plaatsen van de Heilige Schrift, die ik naar voren gebracht heb, in mijn geweten overwonnen en gevangen in het Woord van God. Daarom kan en wil ik niets herroepen, omdat het niet heilzaam is iets tegen het geweten in te doen. God helpe mij, Amen!